# 通化鋼鉄集団
通化鋼鉄集団有限責任公司（つううかこうてつしゅうだんゆうげんせきにんこうし）は、中華人民共和国吉林省長春市に本社を構える鉄鋼メーカー。

## 概要
1958年、通化鋼鉄集団有限責任公司として発足。工場は、社名由来の通化市などに存在する。傘下に通化鋼鉄公司、吉林鋼鉄公司、通鋼鉱業公司、盤石鋼管公司、四平製品公司、通化網航公司、通鋼国貿公司を持つ。1999年段階で、粗鋼生産量145.3万トン（中国鋼鉄統計）と中国では中堅の鉄鋼メーカーであったが、2000年代には競争激化により経営難に陥る。北京建龍重工集団公司（建龍集団）による資本参加を得ていたが、最終的には、建龍集団自体による買収の形で経営再建を模索が始まった。
2010年、通化鋼鉄集団は首鋼集団の傘下入りになって、首鋼通化鋼鉄集団と呼ばれている。

## 労働争議
2009年、建龍集団が資本比率を65%に高めようとしたところ、通化鋼鉄側の労働者はリストラに繋がるとして大規模な反対運動が生じた（参照：英文）。中国人権民主化運動情報センターの報道では、労働者3万人が抗議行動を起こし、警官隊との衝突で100人が負傷する事態となったと伝えられる。その最中の2009年7月24日、建龍集団側から新社長が赴任したことから火に油をそそぐ格好となり、新社長は吊し上げを受け、労働者のリンチにより撲殺された。7月27日には、事態を収拾するために、省当局が通化鋼鉄の買収計画を中止する決定を下した。